# Rita Nöldeke
Rita Nöldeke (* 11. Juni 1942) ist eine deutsche Politikerin (CDU).

## Leben
Nöldeke besuchte die Bonner Liebfrauenschule, die sie 1961 mit dem Abitur abschloss. Danach studierte sie Geschichte, Französisch und Pädagogik an den Universitäten in Bonn und Toulouse. 1965 legte sie die Prüfung für das Lehramt an Realschulen ab. Zuletzt war sie als Hausfrau tätig. 
1975 trat Nöldeke in die CDU ein, in der sie als stellvertretende Orts- und Kreisverbandsvorsitzende amtierte. Von 1992 bis 1999 gehörte sie der Bezirksverordnetenversammlung in Zehlendorf und danach bis 2001 dem Abgeordnetenhaus von Berlin an.